# Santarém-Maestro Wilson Fonseca Airport
Santarém-Maestro Wilson Fonseca Airport (engelska: Santarém–Maestro Wilson Fonseca Airport, franska: Aéroport Santarém–Maestro Wilson Fonseca) är en flygplats i Brasilien.   Den ligger i kommunen Santarém och delstaten Pará, i den centrala delen av landet, 1 700 km norr om huvudstaden Brasília. Santarém-Maestro Wilson Fonseca Airport ligger 60 meter över havet.
Terrängen runt Santarém-Maestro Wilson Fonseca Airport är platt. Runt Santarém-Maestro Wilson Fonseca Airport är det ganska glesbefolkat, med 21 invånare per kvadratkilometer.. Närmaste större samhälle är Santarém, 9,6 km öster om Santarém-Maestro Wilson Fonseca Airport.